# Täby kyrka

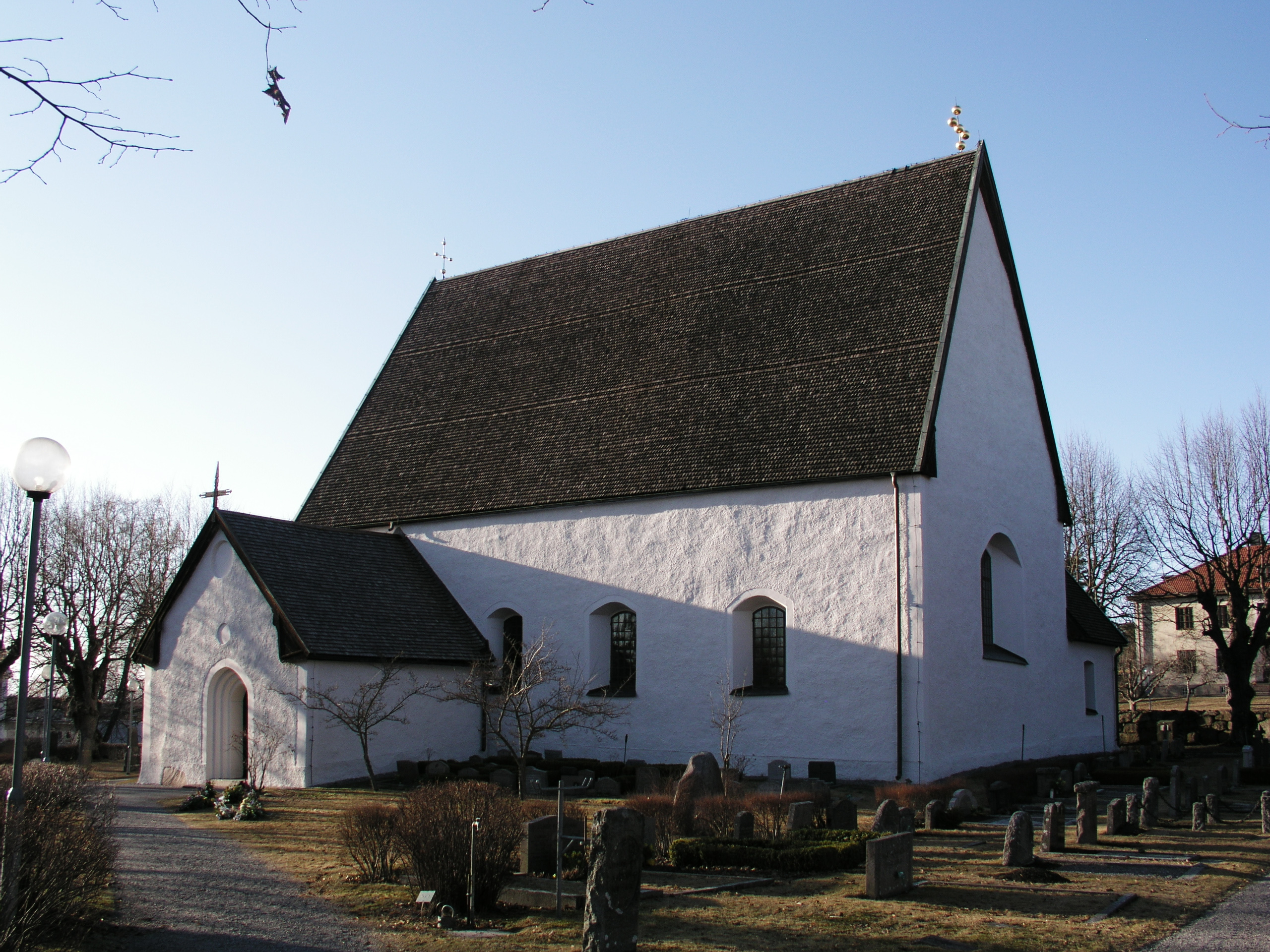
Täby kyrka

Täby kyrka ist eine Kirche in Täby in der schwedischen Provinz Stockholms län und der historischen Provinz Uppland. Sie ist vor allem durch ihre Deckenmalereien von Albertus Pictor aus dem Spätmittelalter bekannt und steht als Kyrkligt kulturminne unter gesetzlichem Schutz.
Die Kirche wurde in der zweiten Hälfte des 13. Jahrhunderts erbaut. Im 14. Jahrhundert wurde an der Nordseite eine Sakristei, im 15. Jahrhundert an der Südseite ein Waffenhaus angebaut. An dessen Außenmauer ist ein Runenstein eingemauert. Der Glockenstapel von 1763, der nördlich der Kirche auf einer kleineren Erhebung steht, ersetzte einen älteren.
Nach einem Brand in der Mitte des 15. Jahrhunderts wurde ein Gewölbe eingezogen und der Dachstuhl erneuert. Das Gewölbe wurde um 1480 von Albertus Pictor ausgemalt. Das zentrale Kultbild oberhalb des Altars stellt den Gnadenstuhl dar. Besonders bekannt ist das Bild im westlichen Gewölbe, das den Tod beim Schachspiel mit einem vornehmen Mann zeigt; Ingmar Bergman benutzte das Motiv in seinem Film Das siebente Siegel.
Ein Flügelaltar wurde um 1470 errichtet. Die Kanzel wurde um 1630 von Caspar van Panten gefertigt und stammt ursprünglich aus der Burg Tre Kronor. Der mittelalterliche Taufstein wird heute im Historiska museet in Stockholm aufbewahrt. Die ursprüngliche Orgel, 1792 von Johan Ekengren gebaut, wurde bei einer umfassenden Renovierung 1993/94 abgebaut und in die nahegelegene Kirche von Tibble versetzt. Die neue vollmechanische Orgel stammt aus der Werkstatt von Matts Arvidsson.
Die Kirchengemeinde gehört zum Bistum Stockholm der Schwedischen Kirche.

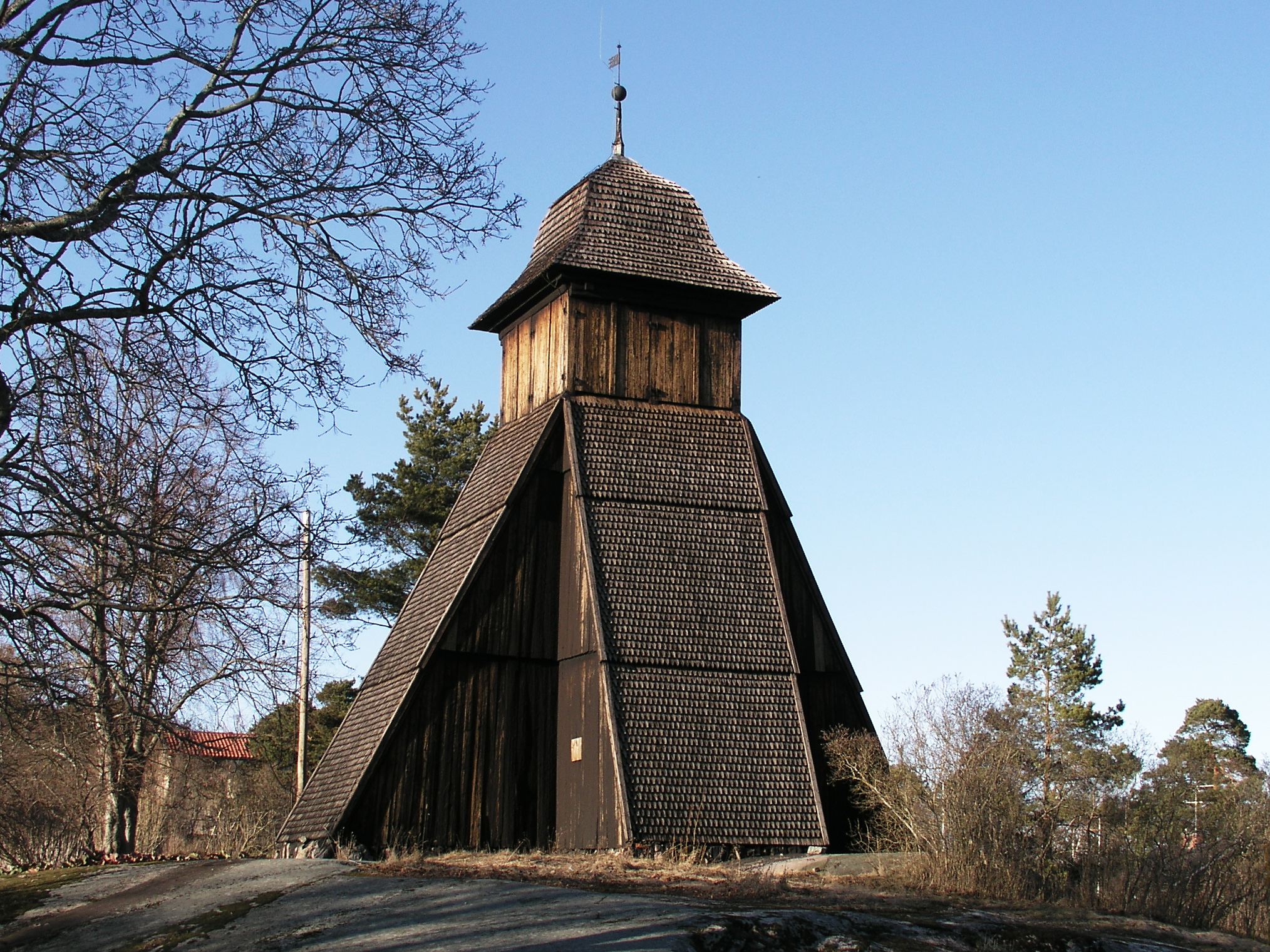
Glockenstapel
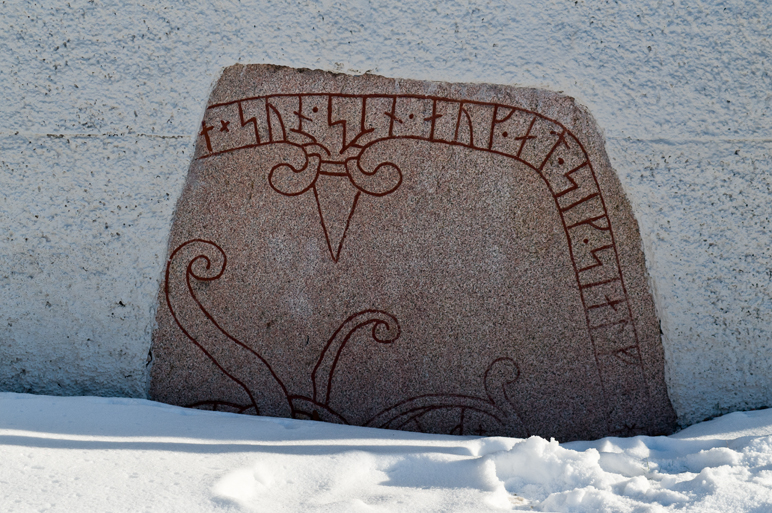
Runenstein
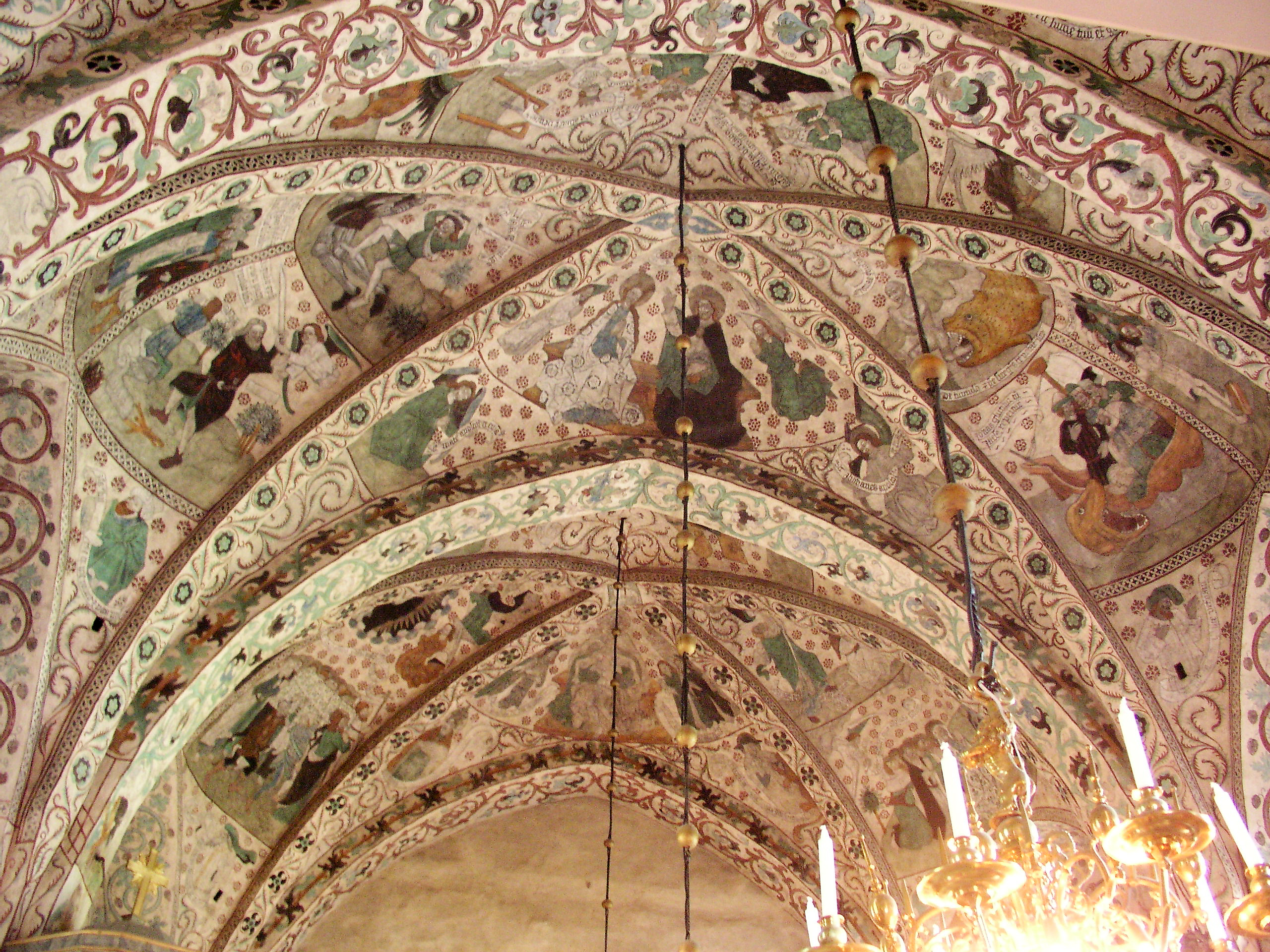
Deckenmalereien
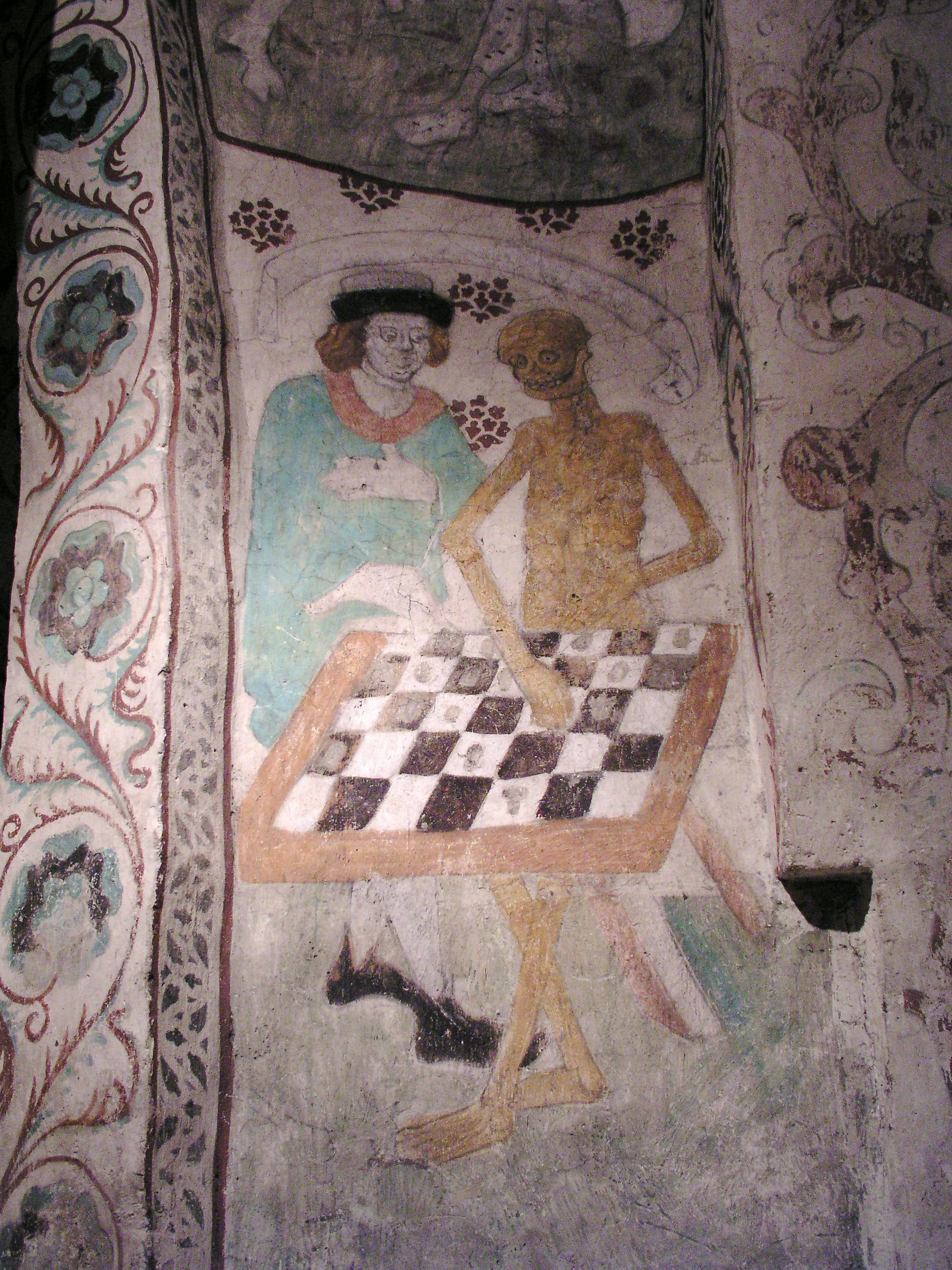
Der Tod spielt Schach
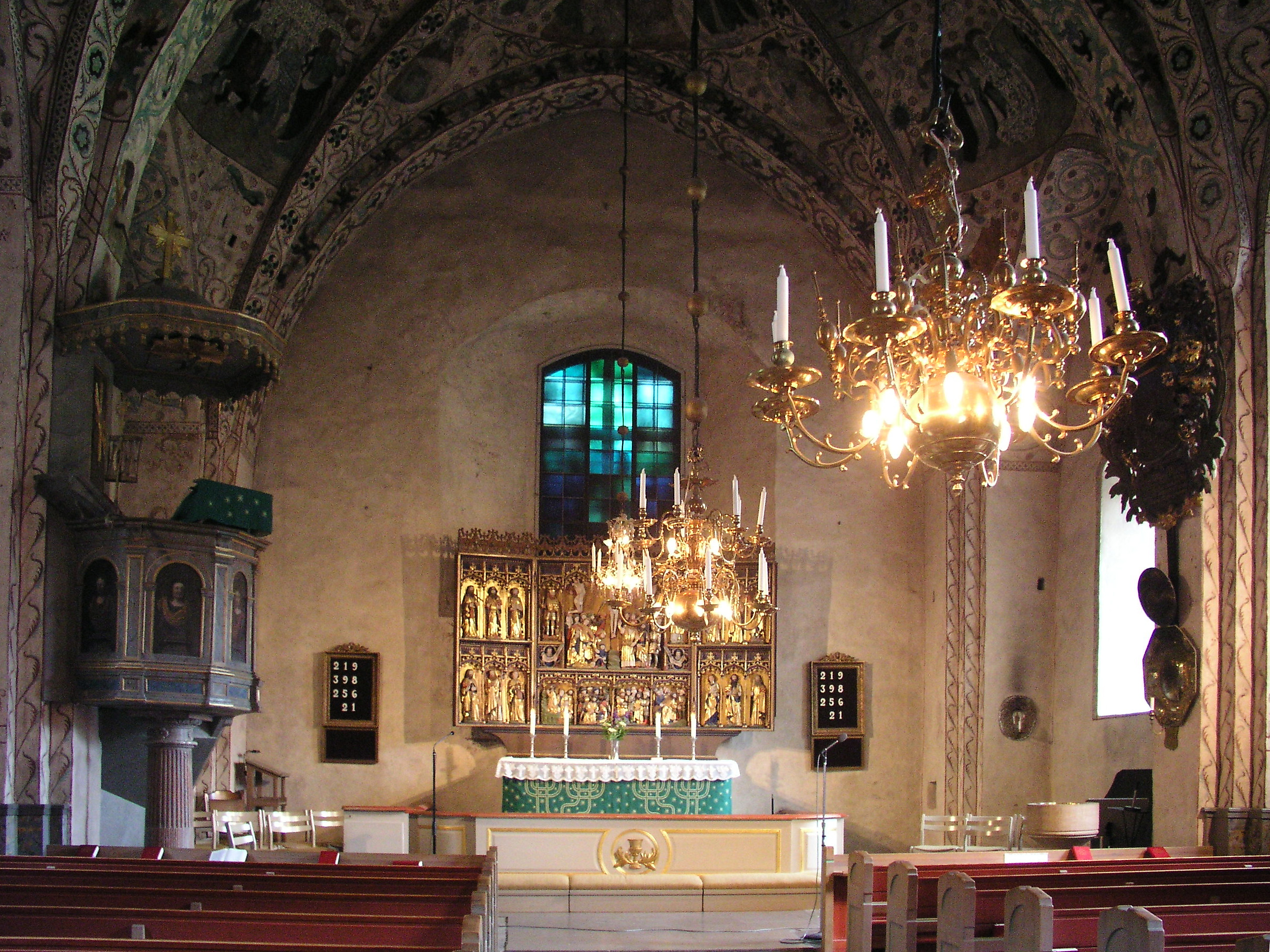
Altar